# يانيس بلومز
يانيس بلومز (باللاتفية: Jānis Blūms)‏ مواليد 20 أبريل 1982 في سالدوس، الجمهورية اللاتفية السوفيتية الاشتراكية، الاتحاد السوفيتي، هو لاعب كرة سلة لاتفي. بدأ مسيرته الاحترافية في سنة 1999. يحمل الرقم 45. يبلغ طوله 6 قدم 3 بوصة (1.9 م).

## المسيرة الاحترافية
لعب مع نادي فوتسوافك لكرة السلة في موسم 2003–2004، ثم لعب مع نادي فينتسبيلس لكرة السلة من سنة 2004 إلى 2006، ثم لعب مع ليتوفوس رايتس في موسم 2006–2007، ثم لعب مع باسكت نابولي في موسم 2007–2008، ثم لعب مع بلباو باسكت في الدوري الإسباني من سنة 2008 إلى 2012، ثم لعب مع نادي باناثينايكوس لكرة السلة في موسم 2014–2015.

## إحصائيات المسيرة

### الدوري الأوروبي
| السنة   | الفريق                       | لعب | بدأ | دقيقة | ميداني% | ثلاثية | حرة  | ارتداد | صنع | استلاب | تصدي | نقطة | أداء |
| ------- | ---------------------------- | --- | --- | ----- | ------- | ------ | ---- | ------ | --- | ------ | ---- | ---- | ---- |
| 2011–12 | بلباو باسكت                  | 17  | 6   | 16.2  | .413    | .400   | .706 | 0.9    | 0.9 | 0.4    | 0.1  | 6.0  | 3.4  |
| 2012–13 | ليتوفوس                      | 9   | 5   | 19.8  | .309    | .316   | .875 | 1.9    | 1.8 | 0.6    | 0.1  | 5.9  | 4.7  |
| 2014–15 | نادي باناثينايكوس لكرة السلة | 27  | 0   | 11.6  | .410    | .424   | .714 | 0.7    | 0.5 | 0.2    | 0.0  | 3.8  | 1.6  |
| المسيرة |                              | 53  | 11  | 14.6  | .384    | .390   | .744 | 1.0    | 0.8 | 0.3    | 0.0  | 4.8  | 2.7  |

## روابط خارجية
- يانيس بلومز على موقع الاتحاد الدولي لكرة السلة (الإنجليزية)
- يانيس بلومز على موقع الدوري الأوروبي لكرة السلة (الإنجليزية)
- يانيس بلومز على موقع الدوري الإسباني لكرة السلة (الإسبانية)
- يانيس بلومز على موقع كرة السلة الأوروبية.كوم (الإنجليزية)
- يانيس بلومز على موقع ريلجم (الإنجليزية)
- يانيس بلومز على موقع بروبوليرز (الإنجليزية)
- يانيس بلومز على موقع سبورتس رفرنس (الإنجليزية)